# Nola nigrofasciata
Nola nigrofasciata är en fjärilsart som beskrevs av Edward Alfred Cockayne 1954. Nola nigrofasciata ingår i släktet Nola och familjen trågspinnare. Inga underarter finns listade i Catalogue of Life.